# Pitch Black – 22 évente sötétség
A Pitch Black – 22 évente sötétség (eredeti cím: Pitch Black – utólag átnevezték a filmet The Chronicles of Riddick: Pitch Black-re) 2000-ben bemutatott amerikai akció-, sci-fi film, melyet David Twohy rendezett. A főszerepben Vin Diesel Richard B. Riddick szerepében látható.
A filmben különféle embereket, köztük Richard B. Riddick nevű szökött fegyencet és gyilkost szállító űrhajó meteorviharba kerül, súlyosan megsérül, és félig automatikus kényszerleszállást hajt végre egy sivatagos bolygón, amelyen hármas ikernapja miatt látszólag soha nincs éjszaka. A hajó landolása után Riddick megszökik. Amikor egy ember meghal, a társaság Riddicket gyanúsítja, és elkezdenek vadászni rá, el is fogják. A gyilkosságok azonban nem szűnnek meg, és kiderül, hogy a sivatag alatti járatokban különös szörnyetegek lakoznak, amelyek már minden más életet elpusztítottak a bolygón, köztük egy előző geológus-expedíció tagjait, továbbá hatalmas termetű őslényeket, amiknek a csontvázait megtalálják. A szörnyeket a fény megöli, csak sötétben aktívak. A hajó női pilótája egy mechanikus naprendszer-modellt talál az egykori expedíció bázisában, amelyből kiderül, hogy a rendszerben van még egy közeli, hatalmas bolygó, ami miatt ezen a bolygón 22 évente mégiscsak van éjszaka, amely hosszú ideig tart, és épp aznap fog lemenni mindhárom nap ...

## Cselekménye
Időszámításunk szerint 2578. A Hunter Gatzner nevű teherszállító űrhajó egy sivatagbolygó közelében járva meteorzáporba kerül és zuhanni kezd. A hajó kapitánya, Tom Mitchell meghal, a másik két pilótának, Carolynnak és Owensnek pedig nem marad más választása: hogy túléljék, le kell dobniuk a hajó csomagokkal teli részeit. Amikor Fry a mesterséges álomban tartott utasokat is ki akarja dobni, Owens megakadályozza ezt.
A hajó az ismeretlen bolygóra zuhan, amire három nap is világít, így nagyon ritkán van rajta sötét. A katasztrófát többen is túlélik: Carolyn, egy Johns nevű rendőr, a felügyelete alatt álló rab – Riddick -, néhány muszlim: Imam, Ali, Hasszán, Szulejmán, valamint még pár utas: Jack, Zeke, Shazza, és Ogilvie. Owens, akinek a testét a hajóburkolat egy része átszúrta, gyógyszer hiányában fájdalmasan meghal.
Az eset után nem sokkal Riddick megszökik; Johns, Carolyn és a négy muszlim pedig elindul, hogy vizet keressenek. A rab keresése közben egy elhagyatott városra bukkannak, annak közelében egy energia nélküli, de épségben lévő űrhajóval, valamint egy napelemes víztermelő páralecsapó-berendezéssel, amely épphogy fedezi a vízszükségletüket. Ezalatt a roncsnál Zeke lelő egy ismeretlen túlélőt, mivel azt hiszi, Riddick az.
Mikor Johnsék visszatérnek, észreveszik, hogy Zeke eltűnt, egy üregnél csupán vérnyomokat hagyva hátra. Észreveszik Riddicket késsel a kezében és elfogják. Riddick tagadja, hogy megölte volna, azt állítja, a föld alatt kell keresni. Így Carolyn egy felszín alatt ásott üregben kezdi el keresni a nyoma veszett férfit. Mikor rátalál Zeke holttestére (pontosabban csak a lábára), ismeretlen lények támadják meg, épphogy ki tud menekülni.
Johns ezután alkut köt a megkötözött Riddickkel: szabadon engedi, cserébe az segít nekik. Mikor a csapat átkutatja a talált várost, emberi maradványokra bukkannak. Jobban megvizsgálva az ott lévő dolgokat, rájönnek: a bolygó 22 évente sötétségbe borul, ez az idő pedig most fog eljönni. Eközben az elkóborolt Alit idegen, repülő lények ölik meg.

A bolygó ritkán borul sötétségbe

Megvizsgálva a hajót, Carolyn rájön, hogy teljesen működőképes, csupán energia kell hozzá. Johns elmeséli, hogyan szökött meg Riddick: elkötött egy hajót. Riddick pedig elárulja Carolynnak, hogy Johns egy kábítószeres életművész, valójában nem rendőr. Minden reggel morfium injekcióval ébred. Szerinte ez nem probléma, de Carolyn a szemére veti Owen fájdalmas halálát, amikor segíthetett volna a morfium.
A napok állása hirtelen megváltozik, és besötétedik a terep. Föld alatti járataikból és hatalmas, termeszvárszerű építményekből milliószámra rajzanak ki az addig sötétben bujkáló szörnyetegek, és megtámadnak mindent, ami mozog. A csapat visszasiet a roncshoz, hogy onnan energia-tartályokat vigyenek a lemerült hajóhoz, csakhogy repülő szörnyetegek egy raja megtámadja őket, és végeznek Shazzával.
A túlélők a csomagokkal teli roncsban találnak menedéket, ám egy idő után egy lény jelenik meg odabenn, és végez Hasszánnal. Mikor Riddickék legyőzik a szörnyeteget, rájönnek: a lények a fény hatására elolvadnak. Ezután elemlámpákat, fénycsöveket és egyéb fénytermelő holmikat vesznek magukhoz védekezésül. A csapat választás elé kerül: a józanabbnak látszó megoldást választják, és elbújnak, vagy kimennek a szörnyektől hemzsegő sötétségbe, elviszik az energia-tartályokat a lemerült hajóhoz, üzembe helyezik, és elhagyják a bolygót. Johns álláspontja ellenére a társaság ez utóbbi, veszélyesebbnek látszó megoldást választja, mivel nem tudják, meddig fog a sötétség tartani, és a készleteik korlátozottsága miatt a szörnyek ellen nem bírják sokáig tartani magukat. Ehhez segítségükre van Riddick sötétben is látó szeme, amit állítólag egy börtönben kapott. Rendelkezésükre áll továbbá egy generátor, amire hajlítható fénycsöveket kapcsolnak, és ezekkel körbetekerik magukat, így van esélyük eljutni a hajóhoz.
Indulásuk után azonban egy kisebb baleset történik, és eközben újabb támadás éri őket. Oglivie pánikba esik, és elrohan a csapattól, magával rántva a generátort, ami azonnal kikapcsol. A társaságnak csak zseblámpák és Oglivie alkoholos italaival táplált fáklyák maradnak védekezésül, míg Ogilvie sötétben marad, így a vérszomjas lények azonnal végeznek vele. Carolynék elemlámpákkal folytatják az utat, ám Riddick megérzése nyomán megtudják: az eddig fiúnak hitt Jack valójában lány, és mivel menstruál, a lények a vér nyomán rájuk találnak.
Johns beszélgetni hívja Riddicket, és azt javasolja neki, hogy végezzen Jackkel. Riddick ezt visszautasítja, mivel nem hajlandó megölni a lányt, majd egymásnak esnek. Johnsnak lőfegyvere van, Riddicknek csak kései, mégis Johns veszít, majd miután Riddick magára hagyja, és a fáklyája kialszik, a lények végeznek vele.
Folytatva útjukat, harc tör ki a lények között. Mikor a megfogyatkozott csapat a harci zónán próbál átjutni, Szulejmánt (aki már korábban megsérült a jobb lábán és ezért vérzik, ami vonzza a lényeket), elragadja egy lény. Imam, Carolyn és Jack egy barlangban húzódik meg, Riddick pedig elvonszolja az energia-tartályokat a hajóhoz. Carolyn még éppen jókor éri utol. Riddick a két, hátrahagyott túlélő nélkül akar útnak indulni, Carolyn pedig alig tudja meggyőzni. Riddick először felajánlja neki, hogy induljanak el együtt, hátrahagyva a többieket, de a nő (aki korábban majdnem az egész társaságot kidobta volna a hajóból a landoláskor) képtelen elárulni a többieket, és sírva fakad. Riddick jobb belátásra tér, és baj nélkül visszajutnak Imamhoz és Jackhez, és visszaviszik őket a hajóhoz. Azonban Riddicket, aki hátramarad fedezni a beszállást, majdnem elintézi két szörny, Carolyn menti ki a karmaik közül. Már épp eszméletre pofozza a fegyencet, amikor még több szörnyeteg érkezik, és az egyiknek sikerül elragadnia a nőt. 
Riddick, mivel már nem tehet érte semmit, a pilótafülkébe rohan, azonban felszállás helyett a többiek meglepetésére egy darabig várakozik, mígnem a szörnyek már teljesen elözönlik a hajótest külsejét. Csak ekkor kapcsolja be a hajtóműveket, rengeteg szörnyet elpusztítva, majd, mivel a bosszú más formáira nincs lehetősége, Imammal és Jackkel együtt elhagyja a bolygót.
Jack és Imam azt kérdezi tőle, hogy mit mondjanak róla a hatóságoknak, ha találkoznak. Riddick azt válaszolja: "Mondják nekik, hogy Riddick meghalt azon a bolygón."
A cselekmény tovább folytatódik a Riddick – A sötét düh-ben (The Chronicles of Riddick: Dark Fury).

## Szereplők
| Szerep                     | Színész           | Magyar hang     |
| -------------------------- | ----------------- | --------------- |
| Richard B. Riddick         | Vin Diesel        | Kálid Artúr     |
| Carolyn Fry                | Radha Mitchell    | Hámori Eszter   |
| William J. Johns           | Cole Hauser       | Viczián Ottó    |
| Jack                       | Rhiana Griffith   | Molnár Ilona    |
| Abu "Imam" al-Walid        | Keith David       | Hankó Attila    |
| Paris P. Ogilvie           | Lewis Fitz-Gerald | Fazekas István  |
| Sharon „Shazza” Montgomery | Claudia Black     | Kovács Nóra     |
| John „Zeke” Ezekiel        | John Moore        | Garai Róbert    |
| Greg Owens                 | Simon Burke       | Wohlmuth István |
| Suleiman                   | Les Chantery      | Molnár Levente  |
| Hassan                     | Sam Sari          | Szvetlov Balázs |
| Ali                        | Firass Dirani     | Kékesi Gábor    |
| túlélő utas                | Ric Anderson      | Vizy György     |
| Tom Mitchell kapitány      | Vic Wilson        |                 |

## Megjelenése
A film 2000. október 24-én jelent meg DVD-n.

## Fogadtatás
Az amerikai filmkritikusok véleményét összegző Rotten Tomatoes 56%-ra értékelte 102 vélemény alapján.

## Díjak, jelölések
elnyert díjak
- 2001, Australian Cinematographers Society, „az év operatőre”, és „Golden Tripod” – David Eggby

jelölések
- 2000, Academy of Science Fiction, Fantasy & Horror Films, USA, Saturn Award, „legjobb sci-fi” kategória
- 2001, Blockbuster Entertainment Awards, „kedvenc horrorszínész” – Vin Diesel
- 2001, Bram Stoker Awards, „legjobb forgatókönyv” – David Twohy, Ken Wheat, Jim Wheat
- 2001, International Horror Guild, „legjobb film”

## Forgatási helyszín
- A sivatagi jeleneteket Coober Pedy Dél-Ausztráliai város környékén, a Hold felszínére emlékeztető Moon Plain síkságon vették fel, ahol korábban a Mad Max – Az Igazság Csarnokán innen és túl című film egyes jeleneteit is forgatták.

## Érdekességek
- A filmben látható rakományhajónak a neve Hunter Gratzner – a név a Hunter/Gratzner vizuális effektusokért felelős vállalat nevéből származik, akik a filmhez a hajó fizikai modelljét készítették.
- A hajón található hüvelyek egyikére "2E" van vésve. Ez egy poén, amit a speciális effektusokért felelős emberek találták ki a rendező számára.
- A kontaktlencse, amit Vin Diesel a film miatt viselt, egy prototípus volt. A szakemberek három órát töltöttek azzal, hogy végül leszedjék róla.
- Vin Diesel valóban kimozdította a helyéről a vállát, amikor másodszorra szökik meg.
- A sivatagban, ahol filmeztek, 50 °C volt.
- A filmet eredetileg 60 nap alatt akarták leforgatni.
- A Johns által használt fegyver egy SPAS 12-es puska volt, amit átalakítottak, hogy futurisztikusnak tűnjön.
- Cole Hauser ötlete volt, hogy Johns a szemén keresztül lője be magát droggal.
- Vin Diesel elmondta, hogy mikor egy felfüggesztett kamrában volt, egy idő után klausztrofóbiás rohama lett és ki kellett venni a kamrából.
- Az eredeti forgatókönyv szerint Carolyn nem hal meg a film végén, de mivel az Universalnál folytatást akartak, nem hitték, hogy Carolyn karaktere is olyan népszerű lesz, mint Riddické.
- A hármas ikernap úgy tud stabil rendszert alkotni, hogy közülük kettő kisebb csillag, amik egymás körül keringenek, és a közös tömegközéppontjuk a nagyobb csillag körül kering. Ez a mechanikus naprendszer-modellen is látható.
- A Hunter Gratzner űrhajón a legénység mindössze három főből áll: egy kapitány és két pilóta. Az irányítást a hajó mesterséges intelligencia rendszere segíti, ami a kényszerleszálláshoz egy oxigénes légkörrel rendelkező bolygót választ ki.[4]

## Kapcsolódó munkák
A film folytatását 2004-ben mutatták be a mozik, A sötétség krónikája címmel, amit szintén David Thowy rendezett. Ugyanebben az évben jelent meg egy rövid animációs film, a Riddick – A sötét düh, amelyet Peter Chung készített és történetileg a két mozifilm között játszódik. Ezt követte a PC-re és Xbox-ra megjelenő videójáték, a The Chronicles of Riddick: Escape from Butcher Bay, ami kronológiailag az első film előtt játszódik. Valamint 2009. április 7-én jelent meg az újragondolt, újgenerációs PlayStation 3-ra és Xbox 360-ra megjelenő játék, a Chronicles of Riddick: Assault on Dark Athena.